# Petrocephalus balayi
Petrocephalus balayi es una especie de pez elefante eléctrico perteneciente al género Petrocephalus en la familia Mormyridae presente en varias cuencas hidrográficas de África, entre ellas los ríos Congo, el Ogowe, Kindu y Lualaba, y varios lagos. Es nativa de la República Democrática del Congo, Gabón y la República Centroafricana; y puede alcanzar un tamaño aproximado de 11 cm.

## Estado de conservación
Respecto al estado de conservación, se puede indicar que de acuerdo a la IUCN, esta especie puede catalogarse en la categoría «Preocupación menor (LC)».